# East Hampton (village, New York)
Pour les articles homonymes, voir East Hampton.
Ne doit pas être confondu avec East Hampton (New York).
East Hampton est un village du comté de Suffolk, dans l'État de New York, aux États-Unis,. En 2020, il compte une population de 1 083 habitants.

## Démographie
Lors du recensement de 2010, la ville comptait une population de 1 083 habitants, tandis qu'en 2020, elle est s'élève à 1 134 habitants.